# Ширазки университет
Ширазкият университет (на персийски: دانشگاه شيراز), известен преди като Пахлави университет, е държавно висше училище в Шираз, Иран.
Университетът на Пенсилвания подпомага иранското правителство за установяване на американски стил на висше образование в университета. Ширазкият университет е вторият по големина в Иран. Първоначално е проектиран от американския архитект Минору Ямасаки, който също проектира Световния търговски център.
Университетът има над 20 000 студенти, с програми за 200 бакалавърски, 300 магистърски и 150 докторски степени.

## История
Ширазкият университет е създаден през 1946 г. с основаването на технически колеж, насочен към обучение на специалисти в областта на медицинските науки с четиригодишна програма.
Първоначално се нарича висш институт по здравеопазване, след което прераства в медицинско училище през 1950 г. През 1953 г. са създадени факултетите за медицински сестри, земеделие, науките и изкуства.
С включването на факултетите по инженерство и ветеринарна медицина през 1954 г. колежът е издигнат до университет и кръстен на тогавашната династия Пахлави. Други единиците, които са създадени впоследствие, са стоматологичен факултет през 1969 г., колеж по електроника, стоматология през 1970 г. и колежите по право и образование през 1977 г.
През 1960 г. Мохамед Реза Пахлави кани ректора на Университета на Пенсилвания Гейлорд Харнуъл в Иран да разгледа висшите учебни заведения. Харнуъл изготвя доклад по искане на шаха, и той впоследствие решава, че ще се съдейства на иранското правителство за превръщането на Пахлави университета в единствената институция в Иран, базирана на американския стил за висшо образование. Много преподаватели от Пенсилвания са изпратени до Шираз да преподават и провеждат изследвания в университета, и е създадена широко разпространена програма за обмен. Ректорът на Университета на Пенсилвания дори е удостоен с почетна степен от Шираз като признание на помощта за Пахлави университета.
След 1979 г. ислямската революция прогонва династията Пахлави, което води до драстични промени при всички университети. Името на университета веднага е променено на Ширазки университет. Всички университети са затворени в продължение на три години при така наречената културна революция от 1980– 1987 г., целяща да ислямизира образованието.
Документите, издадени от учебното заведение, се подписват с официалния печат на Ширазкия университет като знак на автентичност. Преди ислямската революция в Иран официалното лого е вдъхновено от Персеполис. На него са написани две думи – мъдрост и усилия. Въпреки това, след революцията това лого също е променено.
Въпреки че официалният език на преподаване в Ширазки университет е персийски език, голям брой лекционни материали, справочници, домашни работи и дори изпити са на английски език. Това е вярно за научни и инженерни училища, където преподавателите въвеждат английски учебници за студентите като основни препратки и някои изпити се провеждат на английски език.
Според доклад от Министерството на науката, изследванията и технологиите, публикуван през 2010 г. и 2011 г., Ширазкият университет се класира 6-и съответно между 64 и 68 не-медицински университета и институции в Иран.

## Спорт
Университетската спортна администрация е отговорна за планирането и изпълняване на програмите за упражнения, състезания, и развлекателни дейности за студенти, преподаватели и служители. Спортните съоръжения на Ширазкия университет са разположени предимно в комплекса Пардис, спортния комплекс на Вахдат Еслами и факултета по земеделие. Ширазкият университет предлага 24 спорта, включително тенис на маса, баскетбол, волейбол, бадминтон, лека атлетика, скуош, плуване, хандбал, футзал, футбол, шах, вдигане на тежести, карате, джудо, таекуондо, фитнес, гръко-римска и свободна борба, конна езда, колоездене, алпинизъм, стрелба и видеоигри. За научни и професионални дейности през 2012 са основани здравната академия и терапевтичния център. Центърът също има специална библиотека с над 3500 книги. Над 300 студенти имат здравни профили в базата данни на центъра.

## Студенти
Ширазкият университет разполага с 21 общежития, 15 от които са разположени в Ерам Парадис. Тези жилища се предлагат за студентите, които не са местни.
Центрове за хранене сервират обяд и вечеря за студенти, преподаватели и служители. Закуската се предлага на студентите по време на сервиране на вечерята. Университетът разполага с 8 центрове за хранене, даващи обяд от 11:00 до 14:00 часа и вечеря от 17:00 до 19:00 часа. Студентите могат да купуват седмични билети от събота до вторник чрез университетската система за автоматизация.